# Прохоренків острів (заказник)
Про́хоренків О́стів — гідрологічний заказник місцевого значення в Україні. Розташований у межах Борзнянської міської громади Ніжинського району Чернігівської області, поблизу села Кинашівка.
Площа 33 га. Статус присвоєно згідно з рішенням Чернігівського облвиконкому рішення Чернігівського облвиконкому від 24.12.1979 року № 561; від 27.12.1984 року № 454; від 28.08.1989 року № 164. Перебуває у віданні Борзнянської міської ради.
Охороняється евтрофне трав'яне осокове болото з типовими видами болотного різнотрав'я в заплаві річки Борзенка, яке має важливе значення як регулятор водного режиму прилеглих територій.